# Геонім (вид псевдоніма)
Гео́нім — вид псевдоніма, що вказує на місцевість чи країну, побудований на основі географічної назви (топоніма).

## Приклади геонімів
- Леся Українка — псевдонім письменниці Лариси Петрівни Косач (від слова Україна).
- Тарапунька — псевдонім актора Юрія Тимошенка (від назви річки Тарапунька в Полтаві).